# Поворот Ґівенса
Поворот Ґівенса — лінійне перетворення {\displaystyle \ G(i,k,\theta )} векторного простору, що описує поворот в площині двох координатних осей.
Був запропонований в 1950 році американським математиком Воллесом Ґівенсом.

## Визначення
Матриця повороту Ґівенса має вигляд
{\displaystyle G(i,k,\theta )={\begin{bmatrix}1&&&&&&\\&\ddots &&&&0&\\&&c&\cdots &s&&\\&&\vdots &\ddots &\vdots &&\\&&-s&\cdots &c&&\\&0&&&&\ddots &\\&&&&&&1\end{bmatrix}}}
де {\displaystyle c=\cos(\theta ),\;\;s=\sin(\theta )} стоять на перехресті i-того та k-того стовпця і рядка. Тобто:
{\displaystyle {\begin{aligned}g_{i\,i}&{}=g_{k\,k}=c,\\g_{i\,k}&{}=-g_{k\,i}=s.\\\end{aligned}}}

## Властивості
- Матриця Ґівенса є частковим випадком матриці повороту.
- Коли матриця Ґівенса G(i,k,θ), домножається зліва на матрицю A, то тільки i-тий та k-тий рядки матриці A змінюються.

## Приклад
Дано a та b, знайти c = cos θ та s = sin θ такі що
{\displaystyle {\begin{bmatrix}c&s\\-s&c\end{bmatrix}}{\begin{bmatrix}a\\b\end{bmatrix}}={\begin{bmatrix}r\\0\end{bmatrix}}.}
Не будемо шукати θ, знайдемо тільки c, s, та r:
{\displaystyle {\begin{aligned}r&{}={\sqrt {a^{2}+b^{2}}}\\c&{}=a/r\\s&{}=b/r.\end{aligned}}}

## Застосування
Застосовується для QR розкладу матриці наряду з такими методами як:
- Процес Грама — Шмідта,
- Перетворення Хаусхолдера.